# Lewart Lubartów
MKS Lewart Lubartów – polski klub piłkarski z Lubartowa, od sezonu 2025/26 występujący w IV lidze. Klub został założony w 1923 r. przez Antoniego Gojdana, Edwarda Krzyka i Bukowskiego. Nazwa zespołu pochodzi od herbu szlacheckiego Firlejów "Lewart" i oznacza "lampart".

## Informacje ogólne
(Stan na 17.06.2024)
- Pełna nazwa: Miejski Klub Sportowy "Lewart" Lubartów
- Rok założenia: 1923
- Adres: 21-100 Lubartów, ul. Zielona 9
- Barwy: biało-niebieskie
- Prezes: Tomasz Mitura
- Wiceprezes: Dariusz Karwat
- Wiceprezes: Janusz Mitura
- Sekretarz Zarządu: Judyta Mitura
- Kierownik Drużyny: Janusz Mitura
- Trener: Wojciech Stefański

## Stadion
- Adres: ul. Parkowa 6
- Pojemność: 1500 miejsc (700 siedzących)
- Oświetlenie: brak
- Wymiary boiska : 105 x 68m

## Sukcesy
- 4 sezony w III lidze – 3. poziom ligowy (2000/2001, 2001/2002, 2002/2003, 2004/2005)
- Puchar Polski na szczeblu okręgu Lublin (1997/1998, 2001/2002)
- II runda Pucharu Polski (1998/1999)